# تشلت (قيلاب)
تشلت (بالفارسية: چلت) هي قرية تقع في قسم قيلاب الريفي، بمقاطعة أنديمشك التابعة لمحافظة خوزستان، إيران. يقدر عدد سكانها بـ 65 نسمة حسب الإحصاء السكاني الذي تمّ في عام 2006.